# 안넬리 에르하르트
아넬리 에르하르트(독일어: Annelie Ehrhardts, 1950년 6월 18일~2024년 10월 22일)는 동독의 전 허들 선수이다.
작센안할트주 오르슬레벤에서 태어난 에르하르트는 1972년 뮌헨 올림픽에서 12.59초의 세계 신기록을 세워 이 종목에서 동독의 첫 올림픽 챔피언이 되었다.
그녀는 또한 1971년 유럽 선수권에서 은메달을 따고, 3년 후에는 12.66초의 선수권 신기록을 세워 우승하였다.
자신의 경력 동안에 에르하르트는 11개의 국내 타이틀을 우승하고, 실내와 실외의 여러 거리의 허들에 20개의 세계 기록들을 세웠다.